# Paris-Roubaix juniors
« Pavé de Roubaix » redirige ici. Pour le fromage, voir Pavé de Roubaix (fromage).
Paris-Roubaix juniors, dénommé également Paris-Roubaix U19 ou Le Pavé de Roubaix, est une course cycliste française créée en 2003 qui se déroule au mois d'avril, en prélude de la classique Paris-Roubaix. Organisée par le Vélo-Club de Roubaix, elle met aux prises uniquement des coureurs juniors (17/18 ans) et fait partie de l'UCI Coupe des Nations Juniors.

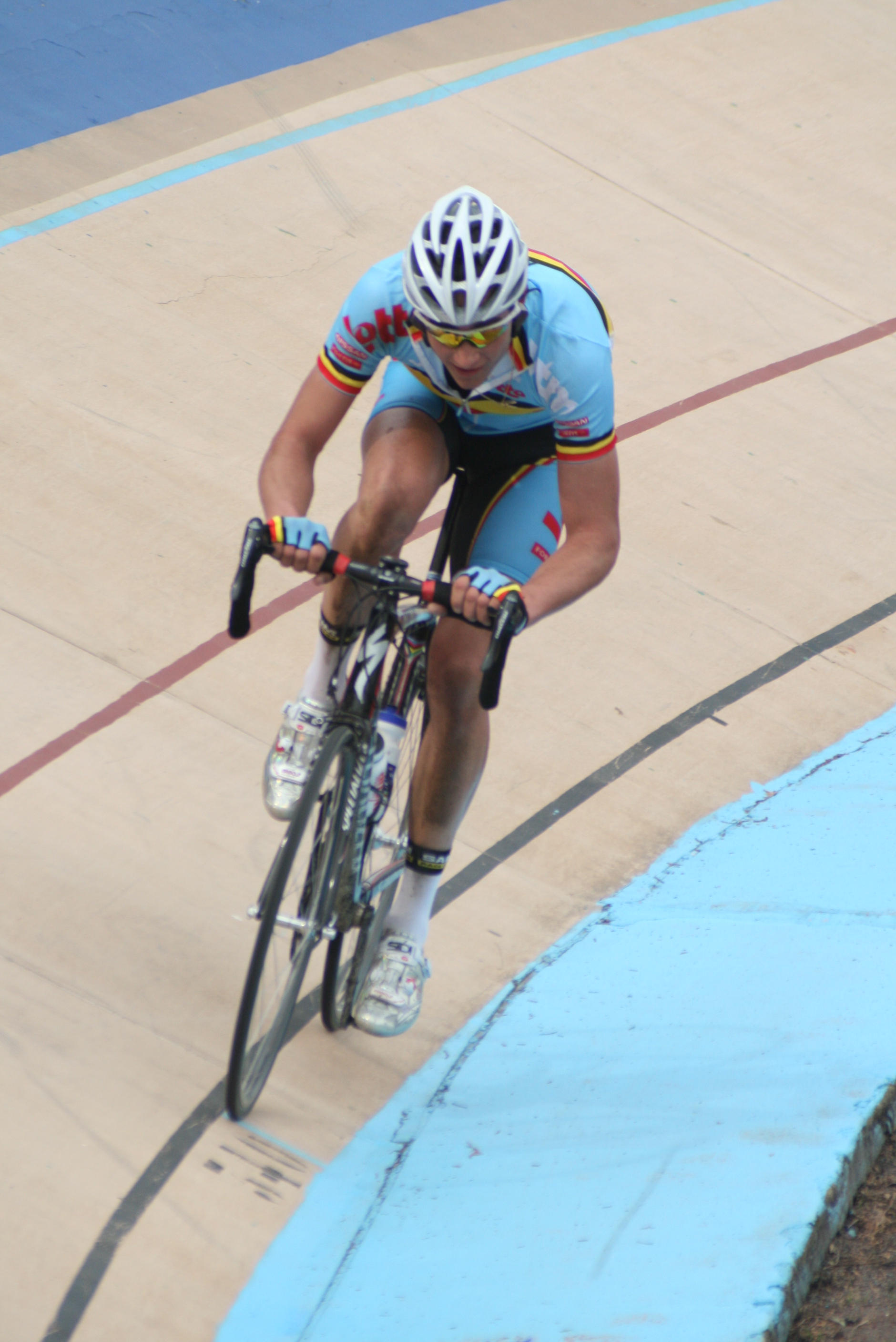
Guillaume Van Keirsbulck lors de sa victoire en 2009

## Histoire
Le Pavé de Roubaix est créé en 2003 sur une idée du directeur sportif de l'équipe Juniors du VC Roubaix John Malaise. Organisé par le Vélo-Club de Roubaix, il a lieu en prélude de Paris-Roubaix espoirs et figure en catégorie 1.14 (calendrier national de la Fédération française de cyclisme). Cette première édition est remportée par Anthony Colin (ESEG Douai), devant David Deroo. À la suite de l'arrêt du Paris-Roubaix VTT, le Pavé de Roubaix est disputé à partir de 2004 en prélude de Paris-Roubaix.
En 2005, le Pavé de Roubaix intègre le calendrier international, en classe 1.8. Un accord avec Amaury Sport Organisation lui permet de prendre le nom de Paris-Roubaix juniors. En 2008, la course intègre l'UCI Coupe des Nations Juniors. Elle est disputée sur environ 110 kilomètres, dont une trentaine sont des secteurs pavés. Il s'agit d'une des courses les plus prestigieuses de la catégorie.
En février 2019, le coureur John Degenkolb, vainqueur de Paris-Roubaix en 2015, lance une campagne de dons pour récolter les 10 000 euros nécessaires à la tenue de Paris-Roubaix juniors, menacé d'annulation. Degenkolb a fait un don de 2 500 € et le montant requis est récolté en un jour, tandis que les fonds supplémentaires sont destinés à financer les futures éditions de la course et seront utilisés par les "Amis de Paris-Roubaix", une association de volontaires qui cherchent à maintenir en bon état les secteurs pavés de la classique,. En l'honneur du coureur allemand, le Trophée John Degenkolb récompense depuis 2019 le meilleur coureur de la course sur les pavés. Le secteur pavé d'Hornaing à Wandignies-Hamage, le plus long de l'épreuve professionnel, est renommé secteur John Degenkolb à partir de 2020. Il sert également de premier secteur pavé pour l'épreuve des juniors.
L'édition 2020 est annulée en raison de la pandémie de maladie à coronavirus,.

## Palmarès

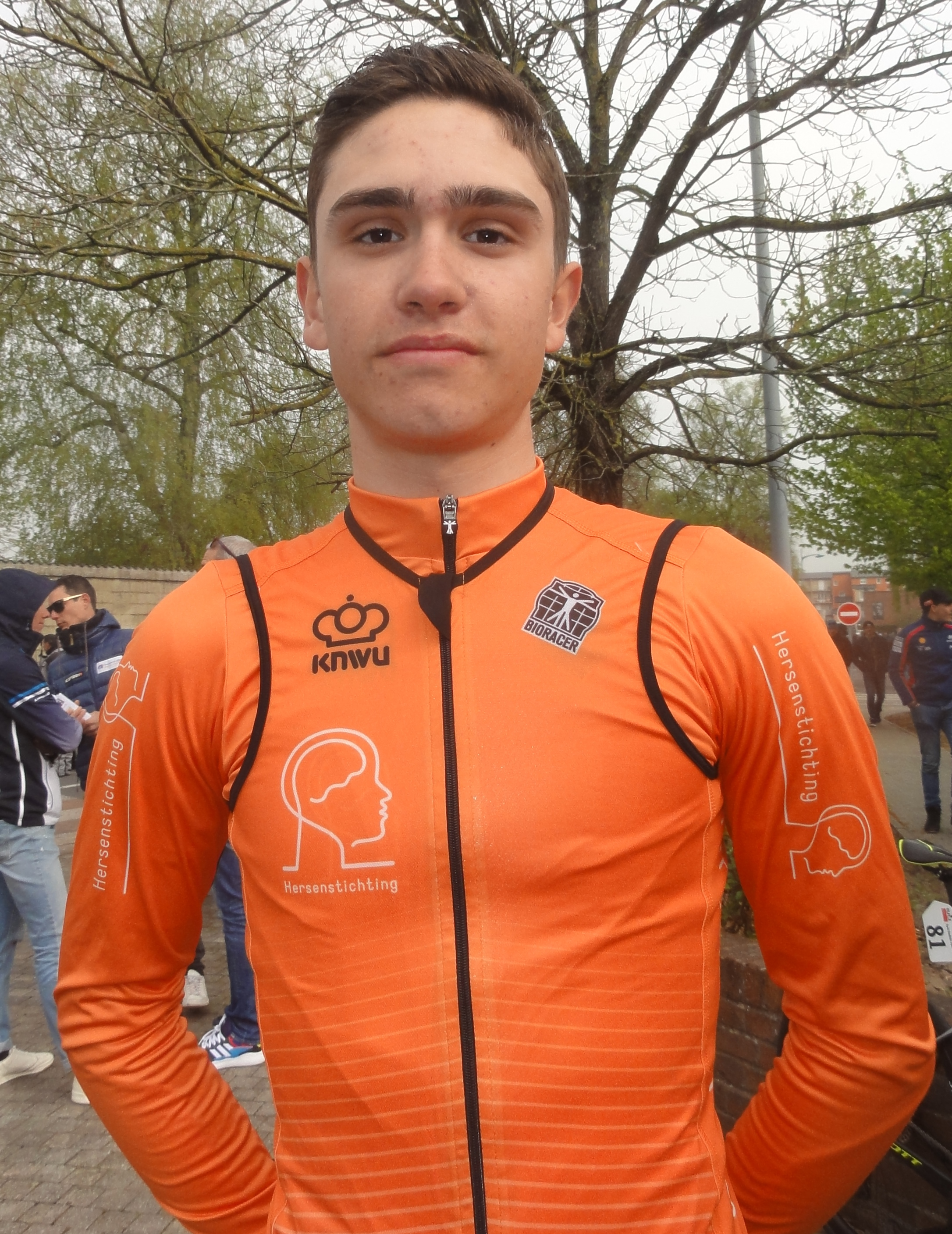
Hidde van Veenendaal lors du départ de l'édition 2019.

| Année | Vainqueur                | Deuxième             | Troisième           |
| ----- | ------------------------ | -------------------- | ------------------- |
| 2003  | Anthony Colin            | David Deroo          | Bram Wind           |
| 2004  | Geraint Thomas           | Ian Stannard         | Toon De Clercq      |
| 2005  | Michael Bär              | Klaas Lodewyck       | Jérôme Baugnies     |
| 2006  | Raymond Kreder           | Dries Ingels         | Sven Vandousselaere |
| 2007  | Fabien Taillefer         | Jens Debusschere     | Paolo Locatelli     |
| 2008  | Andrew Fenn              | Peter Sagan          | Étienne Fedrigo     |
| 2009  | Guillaume Van Keirsbulck | Arnaud Démare        | Barry Markus        |
| 2010  | Jasper Stuyven           | Daniel McLay         | Lawson Craddock     |
| 2011  | Florian Sénéchal         | Alexis Gougeard      | Maarten van Trijp   |
| 2012  | Mads Würtz Schmidt       | Anthony Turgis       | Jonathan Dibben     |
| 2013  | Mads Pedersen            | Nathan Van Hooydonck | Tao Geoghegan Hart  |
| 2014  | Magnus Bak Klaris        | Casper Pedersen      | Enzo Wouters        |
| 2015  | Bram Welten              | Pascal Eenkhoorn     | Stan Dewulf         |
| 2016  | Jarno Mobach             | Nils Eekhoff         | Tanguy Turgis       |
| 2017  | Thomas Pidcock           | Daan Hoole           | Mathias Larsen      |
| 2018  | Lewis Askey              | Samuele Manfredi     | Mattias Skjelmose   |
| 2019  | Hidde van Veenendaal     | Hugo Toumire         | Lars Boven          |
| 2020  | annulé                   | annulé               | annulé              |
| 2021  | Stian Fredheim           | Alec Segaert         | Per Strand Hagenes  |
| 2022  | Niels Michotte           | Romet Pajur          | Léandre Lozouet     |
| 2023  | Matys Grisel             | Oscar Chamberlain    | Theodor Storm       |
| 2024  | Jakob Omrzel             | Erazem Valjavec      | Axel Van Den Broek  |
| 2025  | Michiel Mouris           | Ashlin Barry         | Mikita Babovich     |

## Victoires par pays
| Victoires | Pays                               |
| --------- | ---------------------------------- |
| 5         | Pays-Bas                           |
| 4         | Grande-Bretagne France             |
| 3         | Danemark                           |
| 2         | Belgique                           |
| 1         | Norvège Suisse Luxembourg Slovénie |